# Episodi di Scissione (seconda stagione)
La seconda stagione della serie televisiva Scissione, composta da 10 episodi, è stata pubblicata su Apple TV+ a cadenza settimanale dal 17 gennaio 2025 al 21 marzo 2025.
| nº | Titolo originale     | Titolo italiano       | Pubblicazione    |
| -- | -------------------- | --------------------- | ---------------- |
| 1  | Hello, Ms. Cobel     | Salve, signora Cobel  | 17 gennaio 2025  |
| 2  | Goodbye, Mrs. Selvig | Addio, signora Selvig | 24 gennaio 2025  |
| 3  | Who Is Alive?        | Chi è vivo?           | 31 gennaio 2025  |
| 4  | Woe's Hollow         | La valle del dolore   | 7 febbraio 2025  |
| 5  | Trojan's Horse       | Il cavallo di Troia   | 14 febbraio 2025 |
| 6  | Attila               | Attila                | 21 febbraio 2025 |
| 7  | Chikhai Bardo        | Il Bardo Chikhai      | 28 febbraio 2025 |
| 8  | Sweet Vitriol        | Dolce vetriolo        | 7 marzo 2025     |
| 9  | The After Hours      | Fuori orario          | 14 marzo 2025    |
| 10 | Cold Harbor          | Cold Harbor           | 21 marzo 2025    |

## Salve, signora Cobel
- Titolo originale: Hello, Ms. Cobel
- Diretto da: Ben Stiller
- Scritto da: Dan Erickson

### Trama
L'interno di Mark torna a lavorare al MDR, scoprendo che sono trascorsi cinque mesi da quando lui e i colleghi attraverso il risveglio si erano proiettati nel mondo esterno, è stata chiamata dai media “Rivolta di Macrodata”. Helly, Irving e Dylan non lavorano più al MDR, adesso ha nuovi colleghi, il supervisore si chiama Huang e, sorprendentemente, è solo una bambina. Milchick, che ormai ha totalmente sostituito Cobel dopo l'allontanamento di quest'ultima dalla Lumon Industries, confessa a Mark che è stato il suo esterno che ha chiesto di farsi riassumere.
Mark non si fida, rivuole indietro i suoi amici, e dato che sta facendo ostruzionismo Milchick decide di licenziarlo. Sorprendentemente però Mark torna a lavorare lì, e non è solo, ci sono anche Helly, Irving e Dylan. Huang li porta tutti e quattro alla Break Room dove Milchick mostra il video promozionale della Lumon Industries spiegando che la Rivolta di Macrodata ha spinto l'azienda a una nuova riforma, che comprende più privilegi per gli interni, ad esempio dei permessi d'uscita nel mondo esterno. Milchick vuole dare a tutti loro una nuova possibilità, sono liberi di continuare a lavorare al MDR oppure licenziarsi, ma questa volta la scelta spetterà a loro e non gli esterni.
Mark confessa ai suoi amici che Casey è Gemma, la moglie del suo esterno, mentre Helly mente a tutti, non rivelando a nessuno che lei è un membro della famiglia Eagan. Mark teme che la Lumon Industries stia tenendo Gemma prigioniera, sente che, in quanto suo marito, è un proprio dovere provare a salvarla. Tuttavia c'è un certo imbarazzo tra Mark e Helly dato che provano qualcosa l'uno per l'altra benché lui sia un uomo sposato, effettivamente anche se l'esterno di Mark è il marito di Gemma, il suo interno non prova niente per Casey, tuttavia Helly decide di aiutarlo, accetta di farsi riassumere al MDR.
Irving rivela a Dylan che il proprio esterno aveva dipinto un corridoio dell'edificio dove lavorano, il corridoio conduceva a un ascensore. Milchick fa una sorpresa a Dylan: dato che lui è l'unico al MDR che è sposato, gli è stato concesso il privilegio di conoscere la moglie Gretchen, la quale verrà occasionalmente a trovarlo a lavoro in una suite speciale. Tutti e quattro decidono di tornare a lavorare al MDR, ricominciano così a scansionare i numeri che appaiono sugli schermi dei loro computer, Mark sta lavorando a un file chiamato Cold Harbor e per un momento sullo schermo appare il volto di Gemma, lasciando intuire che il lavoro del MDR è strettamente correlato a lei.

## Addio, signora Selvig
- Titolo originale: Goodbye, Mrs. Selvig
- Diretto da: Sam Donovan
- Scritto da: Mohamad El Masri

### Trama
L'episodio è incentrato ancora una volta sulla riassunzione del personale del MDR dopo la Rivolta di Macrodata, ma questa volta dalla prospettiva dei loro esterni (a cominciare da dove si era conclusa l'ultima puntata della prima stagione). Quando il risveglio viene annullato e gli esterni si sostituiscono agli interni, Jame si arrabbia con Helena per quello che è accaduto al gala chiamandola "fetida bambinetta".
Helena, accompagnata dal capo della sicurezza Drummond, incontra Cobel e le offre una promozione come ricompensa per la sua lealtà, Helena si scusa con lei anche a nome di Jame e del consiglio amministrativo, ma Cobel si offende per non aver riavuto il suo vecchio lavoro adesso che è Milchick che è a capo del progetto scissione. Helena filma un video di scuse facendo passare il suo sfogo al gala come il risultato di un'intossicazione. 
Milchick ha il compito di limitare i danni e licenzia sia Dylan che Irving. Intanto Helena guarda un video della sicurezza del piano MDR dove vede Helly baciare l'interno di Mark, sembra incuriosita dal fatto che il proprio interno e quello di Mark provano dei sentimenti reciproci. Dylan intanto cerca un nuovo lavoro, ma non ci riesce dal momento che viene discriminato per essersi sottoposto alla scissione.
Mark informa Devon che intende licenziarsi, ma lei è della convinzione che l'interno di suo fratello stesse cercando di comunicare che Gemma è ancora viva, se esiste una speranza allora bisogna approfondire. Milchick lo convince a tornare offrendogli un forte aumento di stipendio, Helena vuole che lui continui a lavorare affinché possa concludere il progetto Cold Harbor. Dato che l'interno di Mark desidera che Irving, Dylan e Helly tornino a essere suoi colleghi, Helena accetta di tornare al MDR, e Milchick si presenta da Dylan e Irving offrendo una riassunzione alla Lumon Industries.
Di notte l'esterno di Mark torna a casa e vede che Cobel sta traslocando. Cobel si mette al volante della propria auto, Mark cerca di impedirle di andarsene, vuole da lei delle spiegazioni sperando che Cobel sappia qualcosa su Gemma, ma poi è costretto a lasciarla andare quando Cobel in uno sfogo di rabbia arriva quasi a investirlo.

## Chi è vivo?
- Titolo originale: Who Is Alive?
- Diretto da: Ben Stiller
- Scritto da: Wei-Ning Yu

### Trama
L'interno di Mark ha preparato dei volantini con un ritratto di Casey, vuole spargerli per i vari reparti dell'edificio sperando che qualcuno tra gli interni possa dirgli che fine ha fatto, lui sospetta che sia ancora nell'edificio, in un reparto segreto. Mark e Helly vanno nel dipartimento Mammiferi da Allevamento, a capo del reparto c'è Lorne, hanno riprodotto un campo da allevamento dove si prendono cura delle capre. Lorne e gli altri interni si rivelano ostili con loro, non intendono aiutarli a scoprire che cosa sia successo a Casey, ma poi quando Mark e Helly fanno tenere presente che la Lumon Industries potrebbe far sparire anche loro come hanno fatto con Casey, decidono di essere più disponibili. Lorne ammette che Casey veniva da loro a trovarli per dare un po' di sollievo agli interni, da un po' è scomparsa, è stato riferito che è andata in pensione.
Irving spiega a Dylan che ha disegnato il corridoio e l'ascensore che il proprio esterno aveva dipinto. Huang conduce Dylan nella suite dove ad attenderlo c'è Gretchen, finalmente conosce sua moglie, i due conversano amichevolmente, lei gli mostra anche una foto di loro due insieme ai figli. Irving intanto va al reparto Optics and Design e trovare Felicia, lei è felice di rivederlo, entrambi sentono la mancanza di Burt. Irving le mostra il disegno che ha fatto, in effetti Felicia conosce il corridoio che conduce a quell'ascensore, viene chiamato "Corridoio delle Esportazioni" chiedendo a Felicia come trovarlo.
Devon sorprende Ricken in compagnia di Natalie, è interessata al suo libro The You You Are che gli interni del MDR avevano letto, infatti chiede a Ricken di scriverne un altro, ma questa volta un adattamento per gli interni che possa conciliare le sue idee e le regole della Lumon Industries. Di notte Helena, finito il suo orario di lavoro, si prepara a tornare a casa in auto, ma viene raggiunta da Cobel la quale tenta di convincerla nuovamente a riconsegnarle la titolarità sul MDR, specialmente ora che Mark è sul punto di completare il progetto Cold Harbor. Helena sembra voler raggiungere con lei un compromesso, la invita a salire con lei in auto in modo da poterne discutere, ma Cobel (intuendo probabilmente che Helena voglia solo farle del male) si allontana.
L'esterno di Mark viene raggiunto da Reghabi la quale ritiene che il solo modo ottenere un vantaggio contro la Lumon Industries è che lui si sottoponga alla reintegrazione, adesso lei è riuscita a perfezionarla, in questo modo sarà più facile raccogliere informazioni, il suo interno e il suo esterno diventeranno una cosa sola. Mark accetta e inizia così la procedura di reintegrazione.

## La valle del dolore
- Titolo originale: Woe's Hollow
- Diretto da: Ben Stiller
- Scritto da: Anna Ouyang Moench

### Trama
Gli interni di Mark, Irving, Dylan e Helly si risvegliano nel mondo esterno, in una valle innevata, è stata un'idea di Milchick, un'esperienza di ritiro e team building all'aperto (ORTBO) con il consenso dei loro esterni trascorreranno lì due giorni nella Foresta Nazionale Dieter Eagan. Il ritiro ha come scopo quello di cercare la "Quarta Appendice" il defunto fondatore Kier Eagan l'aveva scritta in punto di morte, i quattro setacciano la zona e entrano in una grotta, lì trovano un libro, è la Quarta Appendice.
Helly sfoglia il libro e legge le pagine scoprendo che Kier aveva un gemello, Dieter (a cui è stato dato il nome della foresta) gli voleva molto bene e dunque, quando Dieter decise di vivere nel bosco di stenti, Kier scelse di seguirlo. Il gruppo si incammina nel percorso che è illustrato nel libro, fino a raggiungere una cascata e ad attenderli c'è Milchick che li conduce da Huang dove sono state montate delle tende dove trascorreranno la notte, c'è anche un gabinetto esterno.
Calata la notte tutti si radunano attorno al fuoco, Milchick racconta che Dieter morì a causa dello stato di miseria in cui si ostinava a vivere nella foresta mentre Kier aveva già deciso di abbandonarlo per tornare a dirigere la fabbrica di etere del padre. Irving inizia a dubitare di Helly, la provoca notando che lei non dà molti dettagli dell'esperienza che ha vissuto durante il risveglio, inoltre litiga con Mark perché è evidente che si è innamorato di lei, benché il suo esterno sia un uomo sposato. Helly chiude la conversazione accusando Irving di essere soltanto una persona sola.
Mark e Helly condividono la tenda, i due si baciano e fanno l'amore, la reintegrazione inizia a dare i primi segni quando, per un momento, Mark ha immaginato di fare l'amore con Gemma. Il mattino dopo Helly va alla cascata venendo raggiunta da Irving il quale ha capito che lei è in realtà Helena, lo aveva intuito dalla cattiveria con cui si era rivolta a lui la sera prima. Helena quando è tornata a lavorare al MDR non si è più sottoposta alla scissione, aveva ingannato Irving, Dylan e Mark per tutto questo tempo. Non tarda a capire che lei è una Eagan e che il suo compito era spiare lui e gli amici del MDR. Irving minaccia Milchick di riportargli indietro Helly altrimenti ucciderà Helena, infatti la immerge nell'acqua e dunque, per evitare che lei muoia, Milchick ordina che la scissione venga attivata e Helly si sostituisce a Helena con Irving che abbraccia l'amica.
Milchick, arrabbiato per quanto accaduto, decide di licenziare con effetto immediato Irving, non potendo tollerare quanto accaduto, da ora verrà allontanato dalla Lumon Industries. Milchick dà ordine che la scissione di Irving venga annullata, l'interno di Irving sorride con soddisfazione prima che il suo esterno si sostituisca a lui.

## Il cavallo di Troia
- Titolo originale: Trojan's Horse
- Diretto da: Sam Donovan
- Scritto da: Megan Ritchie

### Trama
Felicia fornisce degli strumenti medici a un dipendente della Lumon Industries che attraversa il Corridoio delle Esportazioni prendendo l'ascensore. Drummond e Natalie spiegano a Helena che la cosa migliore è evitare che il padre Jame sappia che lei ha rischiato la vita durante l'ORTBO, vogliono che Helena continui a lavorare al MDR. Lei però è riluttante, non vuole più avere nulla a che fare con gli interni che Helena arriva a chiamare "animali" tuttavia Natalie e Drummond la convincono a cambiare idea, in ogni caso sarà nuovamente sottoposta alla scissione e dunque sarà il suo interno Helly e lavorare al MDR, almeno finché il progetto Cold Harbor non sarà completato.
Helly torna così a lavorare al MDR, tra l'altro Milchick accetta la richiesta di Dylan: organizzare un funerale simbolico per Irving dal momento che il suo interno ha cessato di esistere. Helly scopre da Dylan che Casey è l'interno di Gemma, la moglie dell'esterno di Mark. Helly nota che Mark si sta comportando in maniera strana con lei, teme che le nasconda qualcosa (non vuole dirle di aver fatto sesso con il suo esterno Helena). Mark le confessa che è stufo di lottare contro la Lumon Industries, i dirigenti della compagnia sono più furbi di loro, possono prevedere e anticipare ogni loro mossa.
Dylan intanto si rende conto che le ultime parole di Irving si riferiscono a un poster della sala relax. Dietro di esso, scopre un biglietto con le indicazioni per il Corridoio delle Esportazioni, ma lo nasconde di nuovo rapidamente. Milchick subisce la sua prima valutazione delle prestazioni come capo dipartimento, dove Drummond ammonisce le sue riforme di gentilezza fallite, chiedendo che gli Interni siano trattati “come ciò che sono realmente”
Milchick spiega a Mark che Helena sarà la prossima amministratrice delegata della Lumon Industries, inoltre è ben consapevole che non ha detto a Helly che lui ha fatto sesso con l'esterno della ragazza durante l'ORTBO. Ricken intanto inizia a lavorare all'edizione Lumon di The You You Are, carica di propaganda aziendale, con grande disappunto di Devon.
Irving viene avvicinato da Burt, quest'ultimo aveva iniziato a nutrire curiosità nei suoi confronti da quando si era presentato a casa sua (durante il risveglio) sospettando che i loro interni siano stati sentimentalmente legati, lo invita a cenare con lui e il marito nella loro casa. Mark torna a casa sua e Reghabi continua a sperimentare la reintegrazione su di lui, infatti Mark sente la voce di Casey e immagina di camminare tra i corridoi della Lumon Industries.

## Attila
- Titolo originale: Attila
- Diretto da: Uta Briesewitz
- Scritto da: Erin Wagoner

### Trama
Reghabi cerca di non far perdere le speranze a Mark, deve fidarsi della reintegrazione anche se è una procedura complessa, devono salvare Gemma a cui la Lumon Industries è interessata dal momento che lei riveste un ruolo cruciale nei loro progetti. Al MDR l'interno di Mark inizia ad avere delle visioni sulla propria casa, la reintegrazione sta procedendo, tra l'altro Dylan rivela del disegno che Irving ha nascosto sul Corridoio delle Esportazioni e sulle istruzioni per raggiungerlo.
Mark confessa a Helly di aver fatto sesso con il suo esterno Helena durante l'ORTBO, credeva che fosse Helly ammettendo di provare per lei dei sentimenti. Helly si sente frustrata, ormai ha la sensazione che la propria esistenza appartenga a Helena, la quale ha fatto l'amore con Mark prima di lei avendola privata di un momento tanto speciale. Helly e Mark vanno in una stanza isolata e fanno l'amore, Helly infatti desiderava avere qualcosa che fosse solo suo e non di Helena.
Dylan riceve la visita di Gretchen, ama trascorrere il proprio tempo con lei, i due si abbracciano ma poi la cosa diventa strana quando finiscono col baciarsi. Mark, dopo aver fatto sesso con Helly, la bacia ma lei nota che Mark sta perdendo sangue dal naso, è un altro effetto della reintegrazione. Mark torna a casa, ormai sta perdendo la cognizione del tempo, gestire gli effetti della reintegrazione sta diventando molto arduo.
Irving va a casa di Burt e conosce suo marito Fields, il quale si sforza di essere amichevole con Burt, ma lo provoca velatamente, sapendo che l'interno di Irving e l'interno di suo marito si amavano. Mark va cena in un ristorante e lì incontra per caso Helena che si avvicina a lui amichevolmente presentandosi come dirigente della Lumon Industries. Helena si scusa con Mark per ogni eventuale problema che il risveglio aveva causato, gli spiega che è stato suo padre Jame a istituire il progetto scissione, tra l'altro sembra volerlo mettere a disagio menzionando la scomparsa della moglie Gemma. Mark lascia Helena da sola dopo averla guardata in maniera strana, è evidente che stava risvegliando il ricordo di Helly del proprio interno.
Mark, quando torna a casa, chiede a Reghabi di sottoporlo a un altro trattamento, vuole che la reintegrazione proceda. Dopo la procedura, mentre parla con Devon poco dopo l'intervento, Mark ha un attacco epilettico e si accascia per terra.

## Il Bardo Chikhai
- Titolo originale: Chikhai Bardo
- Diretto da: Jessica Lee Gagné
- Scritto da: Dan Erickson, Mark Friedman

### Trama
Gemma si trova in un reparto della Lumon Industries dove lei entra in varie stanze che portano i nomi dei file su cui il MDR lavora quando scansionano i numeri sui loro monitor. In ogni stanza Gemma viene sottoposta a una scissione sempre diversa, infatti ha molteplici interni, e ogni volta deve vivere esperienze diverse, e poi descrivere le sensazioni provate. La stanza che porta il nome di Cold Harbor è l'unica nella quale finora non è entrata. A supervisionare il progetto è Mauer, lui e il suo staff monitorano i numeri che vengono scansionati dal MDR.
Mark è ancora incosciente, Devon e Reghabi lo accudiscono. Quest'ultima tenta di calmare la sorella di Mark spiegandole che è tutto sotto controllo, è semplicemente un effetto della reintegrazione a cui Mark si è volutamente sottoposto, e le rivela che Gemma è viva. Devon propone di portare Mark nel cottage dove conobbe Gabby, memore che lì è possibile effettuare la scissione.
Con dei flashback si apprende di più sul passato di Mark e Gemma: lavoravano come docenti, si conobbero in una clinica quando donarono il sangue, i due si sposarono, il loro era un matrimonio felice, e Gemma rimase incinta. Purtroppo ebbe un aborto spontaneo, si rivolsero a una clinica per la fertilità, ma ormai Gemma non riusciva più a rimanere incinta. Col tempo si rassegnò, una notte mentre andò a una serata di sciarada senza Mark (che restò a casa dato che doveva lavorare) il marito ricevette la notizia che Gemma era morta.
Gemma è stanca di vivere alla Lumon Industries, vuole tornare da Mark, tuttavia Mauer le dice che ormai Mark ha sposato un'altra donna e che ha avuto una figlia. Gemma ha capito che sta mentendo, con una sedia lo tramortisce e gli ruba la chiave magnetica. Con essa apre un ascensore la quale la conduce al MDR, proprio nel Corridoio delle Esportazioni, si attiva la scissione e torna a essere Casey, la quale riceve da Milchick l'ordine di tornare indietro, e lei seppur titubante accetta. Intanto Devon decide di telefonare a Cobel, sperando che lei possa aiutare Mark, di conseguenza Reghabi decide di andarsene dato che lei non vuole avere nulla a che fare con Cobel dato che quest'ultima, pur essendo stata licenziata, resta comunque una devota della Lumon Industries. Mark si risveglia con Devon accanto a lui, mantenendo ancora i ricordi di Gemma.

## Dolce vetriolo
- Titolo originale: Sweet Vitriol
- Diretto da: Ben Stiller
- Scritto da: Adam Countee, K. C. Perry

### Trama
Cobel arriva a Salt's Neck, la cittadina di mare in cui è cresciuta. La fabbrica Lumon che un tempo sosteneva la città ha chiuso e gran parte della popolazione è dipendente dall'etere. 
Harmony fa visita al suo vecchio amico Hampton, uno spacciatore di etere, che la porta di nascosto a casa della madre. La madre di Harmony è morta dopo una lunga malattia mentre Harmony frequentava il collegio Lumon. La zia di Harmony, Sissy, una devota della Lumon, cerca di impedire ad Harmony di entrare nella vecchia stanza della madre. Harmony trova la chiave ma si addormenta sul letto della madre. 
Hampton la trova e inalano etere insieme. Nel magazzino esterno, Harmony trova il suo annuario e i suoi schizzi della procedura di separazione e del chip, che dimostrano che è lei la vera inventrice. Sissy tenta di bruciare le pagine, ma Harmony le salva e fugge con il furgone di Hampton mentre un'auto si avvicina alla casa. 
Risponde a una telefonata di Devon che la informa della reintegrazione di Mark.

## Fuori orario
- Titolo originale: The After Hours
- Diretto da: Uta Briesewitz
- Scritto da: Dan Erickson

### Trama
Irving torna a casa e scopre che ad attenderlo c'è Burt, egli in realtà lavora per la Lumon Industries, hanno scoperto che Irving aveva svolto delle indagini contro di loro, gli chiede poi di seguirlo in auto. Gretchen confessa a suo marito che ha baciato il suo interno, Dylan si sente tradito, è da tanto che lui e la moglie sono distanti e per lei baciare l'interno di Dylan è stato importante.
Mark e Devon incontrano Cobel la quale spiega che probabilmente Gemma verrà uccisa qualora il progetto Cold Harbor venisse completato. Helly vedendo che Mark è assente dal lavoro da due giorni, chiede qualche informazione a Milchick, ma lui non intende dirle nulla, anche se il suo esterno è Helena Eagan, ovvero il suo capo, lei è solo l'interno, non le deve alcun rispetto. Mark telefona a Milchick dicendogli che si è preso qualche giorno di ferie, promettendogli tuttavia che tra un giorno si ripresenterà a lavoro.
Milchick informa Huang che da ora non lavorerà più lì, il suo tirocinio è finito, verrà trasferita a Svalbard. Gretchen va a trovare l'interno di Dylan a lavoro, purtroppo è costretta a informarlo che questa è la sua ultima visita, l'esterno di Dylan ha minacciato il licenziamento dopo avergli rivelato del loro bacio. Dopo quanto accaduto Dylan, stanco della vita troppo limitata che conduce alla Lumon Industries, compila un modulo di dimissioni, Huang si sente in colpa nei suoi confronti credendo di non essersi adoperata abbastanza per farlo lavorare in un ambiente gradevole, ma Dylan si rivolge a lei dicendole «Non è colpa tua».
Burt porta Irving a una stazione ferroviaria, lo invita a salire su un treno in modo che possa andare lontano (probabilmente per tenerlo al sicuro dalla Lumon Industries). Irving con il proprio cane parte via, lui e Burt si salutano da buoni amici. Helly studia le istruzioni che Irving ha lasciato per raggiungere il Corridoio delle Esportazioni, ma poi inaspettatamente al MDR riceve la visita di suo padre Jame. L'esterno di Huang lascia per sempre la filiale partendo per la Svalbard, mentre l'interno di Dylan abbandona l'ufficio entrando nell'ascensore dando per scontato che questo sia il suo ultimo giorno di lavoro.
Devon e Cobel portano Mark nel cottage nascondendolo nel retro del pick-up: il cottage è sorvegliato dalle guardie di sicurezza della Lumon Industries e quindi Cobel fa credere che Devon sia una delle amanti di Jame, che aspetta un bambino da lui e che dovrà alloggiare per un po' al cottage. Ottenuto il permesso di accedere al cottage, una volta che Mark entra nell'abitazione si attiva la scissione e il suo interno si sostituisce a lui.

## Cold Harbor
- Titolo originale: Cold Harbor
- Diretto da: Ben Stiller
- Scritto da: Dan Erickson

### Trama
Jame va via dopo una breve conversazione con Helly dove le confessa di non provare affetto per Helena, ha avuto vari figli ma in nessuno di loro vede un degno erede, ma quando guarda Helly rivede in lei l'essenza di Kier. L'interno di Mark è sorpreso di risvegliarsi nel cottage, Cobel gli spiega che il suo aiuto è necessario per salvare Gemma, quando lui avrà completato Cold Harbor lei verrà sottoposta a un ultimo test, e sarà in quel momento che lui dovrà portarla via di lì. Il chip attiva la scissione di Mark nella sede della Lumon Industries solo quando egli è al piano MDR, ma quando avrà raggiunto la sala test dove Gemma è prigioniera l'esterno di Mark si sostituirà a lui e dovrà portare Gemma in salvo verso le scale dell'uscita di emergenza.
L'interno di Mark è indeciso se accettare, Devon gli fa capire che se liberano Gemma provando che la Lumon Industries la teneva prigioniera la loro azienda verrà messa in ginocchio, lui però sa che davanti a una tale eventualità per gli interni sarà la fine. Mark entra e esce dal cottage in modo che il suo esterno e il suo interno possano sostituirsi in alternanza, comunicano tra loro tramite una videocamera, Mark si scusa con il suo interno, ha sbagliato a lavorare alla Lumon Industries, ha solo creato una versione di lui infelice, ma gli rivela della reintegrazione, loro due diventeranno una cosa sola. Il problema è che se la Lumon Industries cesserà di esistere Helena al contrario di lui non si sottoporrà alla reintegrazione, Helly non esisterà più, è per questo che non vuole aiutarli, ama Helly almeno quanto il suo esterno ama Gemma. Cobel parla con l'interno di Mark spiegandogli che le stringhe di numeri che vengono scansionate al MDR sono gli stati d'animo dei vari interni di Gemma, è il dipartimento di Mark che inconsapevolmente ha perfezionato le molteplici scissione di Gemma (la quale ha oltre una ventina di interni). Cobel con parole severe lo mette davanti alla realtà dei fatti: la sua esistenza come interno ha il solo scopo di servire la Lumon Industries, ma poi quando non gli servirà più si sbarazzeranno di lui.
L'interno di Mark non intende collaborare, ma quando il suo esterno lo manda a lavorare al MDR viene accolto da Helly con un abbraccio, le confessa quello che è successo, e nonostante Mark preferisse voltare le spalle a Gemma, è proprio Helly a convincerlo a salvarla, anche se non tradissero la Lumon Industries la loro vita come interni sarà comunque priva di prospettive. Dylan torna a lavorare al MDR, infatti il suo esterno ha rifiutato la sua richiesta di dimissioni, tra l'altro non è più arrabbiato per i sentimenti che il proprio interno nutre per Gretchen. Mark intanto completa il file Cold Harbor, così Gemma viene condotta nella stanza inerente al file dove una nuova scissione viene attivata, le viene dato l'incarico di smontare una culla.
Milchick per premiare Mark fa convocare gli interni del dipartimento C&M, una banda musicale, per festeggiare la buona riuscita del lavoro di Mark, ma poi Helly con astuzia chiude in bagno Milchick, infine Dylan blocca la porta con un distributore automatico. Lorne intanto porta un capretto a Drummond, vengono impiegati per dei sacrifici animali, infatti Lorne deve uccidere il capretto con un abbattibuoi, in effetti Lorne avendone già uccisi molti è stufa di continuare a farlo. Proprio in quel momento Mark, seguendo le istruzioni di Helly, raggiunge il Corridoio delle Esportazione, Drummond lo affronta riuscendo a sottometterlo ma Lorne salva Mark picchiando brutalmente Drummond. Mark, puntando contro Drummond l'abbattibuoi lo costringe a fargli strada verso l'ascensore, una volta entrati la scissione si annulla e l'esterno di Mark si sostituisce al suo interno e in un momento di panico uccide Drummond con l'abbattibuoi. Nel frattempo Milchick abbatte la porta del bagno ma Helly convince gli interni del C&M a unirsi a lei e Dylan, tutti stanchi di essere trattati come "macchine" dalla Lumon Industries, di conseguenza Milchick non può più fare niente.
Mark trova l'entrata della stanza di Cold Harbor, si apre tramite uno scanner ematico che risponde solo ai dipendenti della Lumon Industries, quindi Mark usa la propria cravatta sporca del sangue di Drummond (dopo che lo aveva ucciso accidentalmente). Lì trova Gemma e la convince a seguirlo, inutile è stato il tentativo di Mauer di manipolarla mentre la sorvegliava comunicando con lei tramite l'altoparlante. Usciti dalla camera la scissione della moglie di Mark si annulla, torna a essere Gemma, lei e il marito si baciano con passione, prendono l'ascensore che li porta al MDR dove la scissione si riattiva nuovamente, l'esterno di Mark viene sostituito dal suo interno mentre Gemma viene sostituita da Casey.
A quel punto Mark convince Casey a seguirlo, la porta verso l'uscita di emergenza, lei attraversa la porta di emergenza e la scissione si annulla ancora una volta, torna a essere Gemma che chiede a Mark di seguirla. L'interno di Mark non sa come comportarsi, ma in quell'istante arriva Helly, lui si gira a guardarla, scegliendo di restare lì al suo fianco nonostante Gemma lo abbia implorato di scappare con lei. L'episodio si conclude con Mark che si avvicina a Helly ignorando le suppliche di Gemma, infine Helly guarda Mark con un sorriso e i due si tengono per mano.